# 칭윈푸구

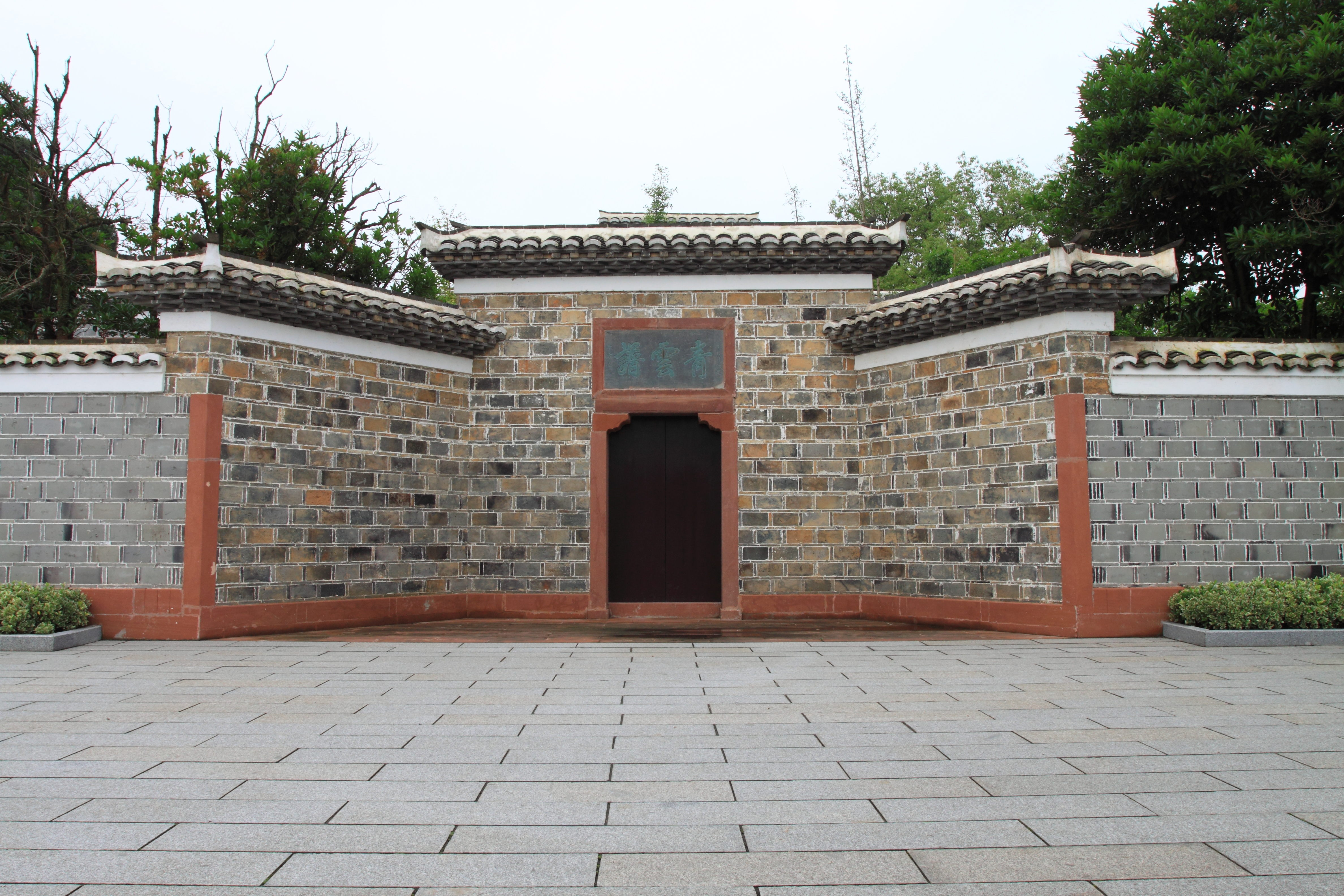

칭윈푸구(한국어: 청운보구, 중국어: 青云谱区, 병음: Qīngyúnpǔ Qū)는 중화인민공화국 장시성 난창 시의 현급 행정구역이다. 넓이는 40km2이고, 인구는 2007년 기준으로 260,000명이다.

## 지리
평균 해발고도는 23m이다. 연평균 기온은 17.45°C이고 연일조시간은 1934.7시간이다. 연평균 강수량은 1522mm이고 무상기일은 280일이다.

## 행정 구역
5개 가도, 1개 진을 관할한다.
- 가도: 洪都街道, 京山街道, 三家店街道, 岱山街道, 徐家坊街道.
- 진: 青云谱镇.